# Canoagem nos Jogos Olímpicos de Verão da Juventude de 2010 - Velocidade K1 masculino
As competições de velocidade K-1 masculino da canoagem nos Jogos Olímpicos de Verão da Juventude de 2010 foram realizadas nos dias 21 (tomada de tempo, 1ª rodada, repescagem e 3ª rodada) e 22 de agosto (quartas-de-final, semifinais e finais) no Marina Reservoir, em Singapura. As provas tinham uma extensão de 420 metros.

## Medalhistas
| Ouro   | HUN Sándor Tótka  |
| Prata  | GER Tom Liebscher |
| Bronze | ESP Íñigo García  |

## Tomada de tempo
| Pos. | Atleta                             | País                    | Tempo         |
| ---- | ---------------------------------- | ----------------------- | ------------- |
| 1    | Sándor Tótka                       | HUN Hungria             | 1:29.39       |
| 2    | Andrei Tsarykovich                 | BLR Bielorrússia        | 1:30.85       |
| 3    | Ali Aghamirzaeijenaghrad           | IRI Irã                 | 1:32.78       |
| 4    | Tom Liebscher                      | GER Alemanha            | 1:32.80       |
| 5    | Elvis Sutkus                       | LTU Lituânia            | 1:33.06       |
| 6    | Íñigo García                       | ESP Espanha             | 1:33.19       |
| 7    | Vasyl Zelnychenko                  | UKR Ucrânia             | 1:33.31       |
| 8    | Renier Mora Jimenez                | CUB Cuba                | 1:33.65       |
| 9    | João Silva                         | POR Portugal            | 1:33.68       |
| 10   | Igor Kalashnikov                   | RUS Rússia              | 1:33.74       |
| 11   | Scott Smith                        | AUS Austrália           | 1:33.75       |
| 12   | Boris Nedyalkov                    | BUL Bulgária            | 1:34.32       |
| 13   | Igor Dolata                        | POL Polônia             | 1:34.36       |
| 14   | Brandon Wei Cheng Ooi              | SIN Singapura           | 1:34.59       |
| 15   | Guillaume Bernis                   | FRA França              | 1:36.47       |
| 16   | Simon Brus                         | SLO Eslovênia           | 1:37.09       |
| 17   | Ruslan Moltaev                     | KGZ Quirguistão         | 1:40.00       |
| 18   | Luke Stowman                       | RSA África do Sul       | 1:40.34       |
| 19   | Vanderley Cabral de Assunção Silva | STP São Tomé e Príncipe | 1:45.22       |
| 20   | Jiří Prskavec                      | CZE Chéquia             | 1:50.22       |
| 21   | Andrew Martin                      | GBR Grã-Bretanha        | 1:51.63       |
| 22   | Miroslav Urban                     | SVK Eslováquia          | 1:58.48       |
| 23   | Dipoko Dikongue                    | CMR Camarões            | 3:18.67       |
|      | Wion Welh                          | LBR Libéria             | Não completou |

## 1ª rodada
Os vencedores e o melhor perdedor avançaram para a 3ª rodada juntamente com o canoísta primeiro colocado na tomada de tempo. Os perdedores foram para a repescagem.
| Atleta                 | Tempo   |
| ---------------------- | ------- |
| BLR Andrei Tsarykovich | 1:32.87 |
| CMR Dipoko Dikongue    | 2:46.30 |

| Atleta                       | Tempo   |
| ---------------------------- | ------- |
| IRI Ali Aghamirzaeijenaghrad | 1:33.26 |
| SVK Miroslav Urban           | 1:56.99 |

| Atleta            | Tempo   |
| ----------------- | ------- |
| GER Tom Liebscher | 1:30.66 |
| GBR Andrew Martin | 1:49.52 |

| Atleta            | Tempo   |
| ----------------- | ------- |
| LTU Elvis Sutkus  | 1:33.10 |
| CZE Jiří Prskavec | 1:51.29 |

| Atleta                                 | Tempo   |
| -------------------------------------- | ------- |
| ESP Íñigo García                       | 1:33.27 |
| STP Vanderley Cabral de Assunção Silva | 1:42.15 |

| Atleta                | Tempo   |
| --------------------- | ------- |
| UKR Vasyl Zelnychenko | 1:32.91 |
| RSA Luke Stowman      | 1:39.46 |

| Atleta                  | Tempo   |
| ----------------------- | ------- |
| CUB Renier Mora Jimenez | 1:34.20 |
| KGZ Ruslan Moltaev      | 1:39.17 |

| Atleta         | Tempo   |
| -------------- | ------- |
| POR João Silva | 1:32.59 |
| SLO Simon Brus | 1:33.97 |

| Atleta               | Tempo   |
| -------------------- | ------- |
| RUS Igor Kalashnikov | 1:33.15 |
| FRA Guillaume Bernis | 1:35.31 |

| Atleta                    | Tempo   |
| ------------------------- | ------- |
| AUS Scott Smith           | 1:32.66 |
| SIN Brandon Wei Cheng Ooi | 1:32.90 |

Bateria 11
| Atleta              | Tempo   |
| ------------------- | ------- |
| POL Igor Dolata     | 1:32.45 |
| BUL Boris Nedyalkov | 1:33.31 |

## 2ª rodada (repescagem)
Os três melhores tempos avançaram para a 3ª rodada.
| Atleta              | Tempo   |
| ------------------- | ------- |
| BUL Boris Nedyalkov | 1:37.66 |
| CMR Dipoko Dikongue | 2:39.13 |

| Atleta             | Tempo   |
| ------------------ | ------- |
| SLO Simon Brus     | 1:35.57 |
| SVK Miroslav Urban | 2:05.70 |

| Atleta               | Tempo   |
| -------------------- | ------- |
| FRA Guillaume Bernis | 1:37.58 |
| CZE Jiří Prskavec    | 1:52.09 |

| Atleta             | Tempo   |
| ------------------ | ------- |
| KGZ Ruslan Moltaev | 1:41.52 |
| GBR Andrew Martin  | 1:52.26 |

Repescagem 5
| Atleta                                 | Tempo   |
| -------------------------------------- | ------- |
| RSA Luke Stowman                       | 1:40.35 |
| STP Vanderley Cabral de Assunção Silva | 1:44.31 |

## 3ª rodada
Os vencedores avançaram para as quartas-de-final.
| Atleta              | Tempo   |
| ------------------- | ------- |
| HUN Sándor Tótka    | 1:30.14 |
| BUL Boris Nedyalkov | 1:35.53 |

| Atleta               | Tempo   |
| -------------------- | ------- |
| GER Tom Liebscher    | 1:30.48 |
| FRA Guillaume Bernis | 1:36.76 |

| Atleta          | Tempo   |
| --------------- | ------- |
| POL Igor Dolata | 1:33.14 |
| SLO Simon Brus  | 1:34.57 |

| Atleta                  | Tempo   |
| ----------------------- | ------- |
| CUB Renier Mora Jimenez | 1:33.65 |
| POR João Silva          | 1:34.04 |

| Atleta           | Tempo   |
| ---------------- | ------- |
| ESP Íñigo García | 1:32.70 |
| AUS Scott Smith  | 1:34.31 |

| Atleta                       | Tempo   |
| ---------------------------- | ------- |
| BLR Andrei Tsarykovich       | 1:31.20 |
| IRI Ali Aghamirzaeijenaghrad | 1:31.94 |

| Atleta                    | Tempo   |
| ------------------------- | ------- |
| RUS Igor Kalashnikov      | 1:32.06 |
| SIN Brandon Wei Cheng Ooi | 1:33.54 |

| Atleta                | Tempo         |
| --------------------- | ------------- |
| UKR Vasyl Zelnychenko | 1:35.63       |
| LTU Elvis Sutkus      | Não completou |

## Quartas-de-final
Os vencedores avançaram para as semifinais.
| Atleta                | Tempo   |
| --------------------- | ------- |
| HUN Sándor Tótka      | 1:32.18 |
| UKR Vasyl Zelnychenko | 1:34.05 |

| Atleta                  | Tempo   |
| ----------------------- | ------- |
| GER Tom Liebscher       | 1:30.09 |
| CUB Renier Mora Jimenez | 1:35.15 |

| Atleta                 | Tempo   |
| ---------------------- | ------- |
| BLR Andrei Tsarykovich | 1:32.46 |
| POL Igor Dolata        | 1:35.55 |

| Atleta               | Tempo   |
| -------------------- | ------- |
| ESP Íñigo García     | 1:32.42 |
| RUS Igor Kalashnikov | 1:32.87 |

## Semifinais
Os vencedores avançaram para a final e os perdedora para a disputa do bronze.
| Atleta                 | Tempo   |
| ---------------------- | ------- |
| GER Tom Liebscher      | 1:31.83 |
| BLR Andrei Tsarykovich | 1:37.29 |

| Atleta           | Tempo   |
| ---------------- | ------- |
| HUN Sándor Tótka | 1:31.17 |
| ESP Íñigo García | 1:36.68 |

## Finais
| Pos.             | Atleta            | Tempo   |
| ---------------- | ----------------- | ------- |
| Medalha de ouro  | HUN Sándor Tótka  | 1:28.91 |
| Medalha de prata | GER Tom Liebscher | 1:29.05 |

| Pos.              | Atleta                 | Tempo   |
| ----------------- | ---------------------- | ------- |
| Medalha de bronze | ESP Íñigo García       | 1:32.47 |
| 4                 | BLR Andrei Tsarykovich | 1:32.60 |